# Хронологія поширення COVID-19 (травень 2021)
Стаття описує поширення коронавірусу тяжкого гострого респіраторного синдрому-2, що спричинив спалах коронавірусної хвороби 2019, у травні 2021 року. Уперше хвороба була зареєстрована в місті Ухань у КНР у грудні 2019 року.

## Хронологія пандемії

### 1 травня
- Фіджі повідомили про один новий випадок індійського варіанту COVID-19. Було зареєстровано 50 активних випадків хвороби (включаючи 29 місцевої передачі вірусу), загальну кількість випадків хвороби зросла до 117. Також зареєстровано 65 одужань та 2 смерті.[1]
- Індія повідомила про рекордний рівень у 401993 нових випадки хвороби, внаслідок чого загальна кількість випадків перевищила 19,1 мільйона. Повідомлено про 3253 смерті, кількість померлих зросла до 211853.[2]
- У Малайзії повідомили про 2881 новий випадок хвороби, загальна кількість випадків зросла до 411594. Зареєстровано 2462 нових одужання, загальна кількість одужань зросла до 380442. Повідомлено про 15 нових смертей, внаслідок чого кількість померлих зросла до 1521. Зареєстровано 29631 активний випадок хвороби, 337 перебували у відділенні інтенсивної терапії та 176 на апараті штучної вентиляції легень.[3]
- У Сінгапурі повідомили про 34 нові випадки хвороби, в тому числі 7 з місцевою передачею та 2 в гуртожитках, загальна кількість випадків зросла до 61179. Із випадків місцевої передачі 3 пов'язані з кластером лікарні Тан Ток Сенг.[4] Зареєстровано 14 одужань, загальну кількість одужань зросла до 60765. Пізніше було підтверджено ще одну смерть, в результаті чого кількість померлих зросла до 31.[5]
- Україна повідомила про 8549 нових випадків хвороби за добу та 351 нову смерть за добу, загальна кількість зросла до 2078086 і 44436 відповідно; загалом одужав 1670481 хворий.[6]

### 2 травня
- В Аргентині перевищено поріг у 3 мільйони випадків хвороби.[7]
- Малайзія повідомила про 3418 нових випадків хвороби разом з першим випадком індійського варіанту COVID-19, загальна кількість випадків зросла до 415012. Зареєстровано 2698 одужань, що довело загальну кількість одужань до 383140. Зареєстровано 12 смертей, що збільшило кількість померлих до 1533. Зареєстровано 30339 активних випадків хвороби, з них 345 у реанімації та 175 на апараті штучної вентиляції легень.[8]
- Нова Зеландія повідомила про один новий випадок хвороби, загальна кількість випадків зросла до 2618 (2262 підтверджених і 356 ймовірних). Одужали 4 хворих, загальна кількість одужань досягла 2568. Кількість померлих залишилася на рівні 26. У керованій ізоляції перебували 24 особи.[9]
- У Сінгапурі повідомили про 17 нових випадків хвороби, у тому числі 10 з місцевою передачею вірусу та 7 завезених, загальна кількість випадків зросла до 61235. З числа випадків місцевої передачі 8 із них були пов'язані з кластером лікарні Тан Ток Сенг.[10] 20 хворих одужали, внаслідок чого загальна кількість одужань зросла до 60806. Кількість померлих залишилась на рівні 31.[11]
- Україна повідомила про 2758 нових випадків за добу та 154 нові випадки смерті за добу, внаслідок чого загальна кількість досягла 2085938 і 44750 відповідно; загалом одужало 1681815 хворих.[12]

### 3 травня
- Фіджі підтвердили 2 нових випадки хвороби, обидва — лікарі з лікарні Лаутоки.[13]
- Малайзія повідомила про 2500 нових випадків хвороби, загальна кількість випадків зросла до 417512. Зареєстровано 2068 одужань, загальна кількість одужань зросла до 385508. Зареєстровано 18 смертей, кількість померлих зросла до 1551. Було 30753 активних випадків хвороби, з них 352 у реанімації та 186 на апараті штучної вентиляції легень.[14]
- Нова Зеландія повідомила про 4 нових випадки хвороби, загальна кількість випадків зросла до 2622 (2266 підтверджених і 356 ймовірних). Зареєстровано 3 одужання, загальна кількість одужань зросла до 2571. Кількість померлих залишилася на рівні 26. У керованій ізоляції перебували 25 активних випадків хвороби.[15]
- У Сінгапурі повідомили про 17 нових випадків хвороби, у тому числі 10 з місцевою передачею вірусу та 7 завезених, загальна кількість випадків зросла до 61235. З числа випадків місцевої передачі 8 пов'язані з кластером лікарні Тан Ток Сенг.[10] 20 хворих одужали, внаслідок чого загальна кількість одужань склала 60806. Кількість померлих залишилася на рівні 31.[11]
- Україна повідомила про 2758 нових випадків хвороби за добу та 154 нові випадки смерті за добу, внаслідок чого загальна кількість випадків досягла 2085938 і 44750 відповідно; загалом одужали 1681815 хворих.[12]

### 4 травня
Щотижневий звіт Всесвітньої організації охорони здоров'я:
- Фіджі підтвердили 7 одужань після COVID-19.[17]
- В Індії перевищено поріг у 20 мільйонів випадків хвороби.[18]
- Малайзія повідомила про 3120 нових випадків хвороби, внаслідок чого загальна кількість випадків досягла 420632. Зареєстровано 2334 одужання, загальна кількість одужань зросла до 387542. Зареєстровано 23 смерті, кількість померлих зросла до 1574 осіб. Було 31516 активних випадків хвороби, з них 338 у реанімації та 181 на апараті штучної вентиляції легень.[19]
- Нова Зеландія повідомила про один новий випадок хвороби, загальна кількість випадків зросла до 2623 (2267 підтверджених і 356 ймовірних). Зареєстровано 2 одужання, загальна кількість одужань зросла до 2573. Кількість померлих залишилася на рівні 26. У керованій ізоляції перебували 24 особи.[20]
- У Сінгапурі повідомили про 17 нових випадків хвороби, у тому числі 5 з місцевою передачею вірусу та 12 завезених, загальна кількість випадків зросла до 61252. З випадків місцевої передачі всі були пов'язані з кластером лікарні Тан Ток Сенг.[21] Зареєстровано 17 одужань, загальна кількість одужань зросла до 60823. Кількість померлих залишилася на рівні 31.[22]
- Україна повідомила про 2472 нові випадки хвороби за добу та 166 нових смертей за добу, внаслідок чого загальна кількість досягла 2088410 і 44916 відповідно; загалом одужали 1689630 хворих.[23]

### 5 травня
- На Фіджі підтверджено 4 нові випадки хвороби (2 випадки на прикордонному карантині та 2 місцеві передачі вірусу).[24]
- Малайзія повідомила про 3744 нові випадки хвороби, загальна кількість випадків зросла до 424376. Зареєстровано 2304 одужання, загальна кількість одужань зросла до 389846. Зареєстровано 17 смертей, кількість померлих зросла до 1591. Зареєстровано 32939 активних випадків хвороби, з них 328 у реанімації та 185 на апараті штучної вентиляції легень.[25]
- Нова Зеландія повідомила про 6 нових випадків хвороби, загальна кількість випадків зросла до 2629 (2273 підтверджених і 356 ймовірних). 5 хворих одужали, загальна кількість одужань зросла до 2578. Кількість померлих залишилася на рівні 26. У керованій ізоляції перебували 25 активних випадків хвороби.[26]
- У Сінгапурі повідомили про 16 нових випадків хвороби, у тому числі один з місцевою передачею вірусу та 15 завезених, загальна кількість випадків зросла до 61268.[27] 21 хворий одужав, загальна кількість одужань зросла до 60844. Кількість померлих залишилася на рівні 31.[28]
- Україна повідомила про 2576 нових випадків хвороби за добу та 161 нову смерть за добу, загальна кількість зросла до 2090986 і 45077 відповідно; загалом одужали 1697358 хворих.[29]

### 6 травня
- У Бельгії кількість випадків хвороби перевищила 1 мільйон.[30]
- Фіджі підтвердили третю смерть від COVID-19.[31] Того ж дня на Фіджі підтверджено 4 нові випадки хвороби (3 випадки місцевої передачі вірусу та один випадок на прикордонному карантині).[32]
- Індія повідомила про 412262 нові випадки хвороби, загальна кількість випадків зросла до 21077410.[33]
- Малайзія повідомила про 3551 новий випадок хвороби, загальна кількість випадків зросла до 427927. Зареєстровано 2709 одужань, загальна кількість одужань зросла до 392555. Зареєстровано 19 смертей, кількість померлих зросла до 1610. Налічувалось 33762 активних випадків хвороби, з них 354 у реанімації та 199 на апараті штучної вентиляції легень.[34]
- Нова Зеландія повідомила про 4 нові випадки хвороби, загальна кількість випадків зросла до 2633 (2277 підтверджених і 356 ймовірних). Повідомлено про одне одужання, загальна кількість одужань зросла до 2579. Кількість померлих залишилася на рівні 26. У керованій ізоляції перебували 28 активних випадків хвороби.[35]
- У Сінгапурі повідомили про 18 нових випадків хвороби, в тому числі 2 з місцевою передачею вірусу та 16 завезених, загальна кількість випадків зросла до 61286.[36] 29 хворих одужали, внаслідок чого загальна кількість одужань склала 60873. Кількість померлих залишилася на рівні 31.[37]
- Кількість випадків хвороби у Швеції перевищила 1 мільйон.[38]
- Україна повідомила про 6038 нових випадків хвороби за добу та 374 нові смерті за добу, загальна кількість зросла до 2097024 та 45451 відповідно; загалом одужали 1711709 хворих.[39]

### 7 травня
- У Бразилії кількість випадків хвороби перевищила 15 мільйонів.[40]
- Фіджі підтвердили 7 нових випадків місцевої передачі вірусу.[41]
- Малайзія повідомила про 4498 нових випадків хвороби, загальна кількість випадків зросла до 432425. Зареєстровано 3449 одужань, загальна кількість одужань зросла до 396004. Зареєстровано 22 смерті, кількість померлих зросла до 1632 осіб. Зареєстровано 34789 активних випадків хвороби, з них 375 у реанімації та 211 на апараті штучної вентиляції легень.[42]
- Нова Зеландія повідомила про один новий випадок хвороби, загальна кількість випадків зросла до 2634 (2278 підтверджених і 356 ймовірних). Зареєстровано 3 одужання, загальна кількість одужань зросла до 2582. Кількість померлих залишилася на рівні 26. У керованій ізоляції перебували 26 активних випадків хвороби.[43]
- У Сінгапурі повідомили про 25 нових випадків хвороби, у тому числі 4 з місцевою передачею вірусу та 21 завезений, загальна кількість випадків зросла до 61311.[44] Зареєстровано 33 одужання, загальна кількість одужань зросла до 60906. Кількість померлих залишилася на рівні 31.[45]
- Україна повідомила про 8404 нових випадки хвороби за добу та 379 нових смертей за добу, загальна кількість зросла до 2105428 і 45830 відповідно; загалом одужали 1731162 хворі.[46]
- У В'єтнамі повідомили про першу смерть хворого, який отримав вакцину AstraZeneca.[47]
- Баскетболіст «Голден Стейт Ворріорз» Деміон Лі отримав позитивний тест на коронавірус.[48]

### 8 травня
- Фіджі повідомили про 12 нових одужань.[49]
- Малайзія повідомила про 4519 нових випадків хвороби, внаслідок чого загальна кількість випадків досягла 436944. Зареєстровано 2719 одужань, загальна кількість одужань зросла до 398721. Зареєстровано 25 смертей, кількість померлих зросла до 1657. Налічувалось 36564 активні випадки хвороби, з них 393 у реанімації та 210 на апараті штучної вентиляції легень.[50]
- Нова Зеландія повідомила про 6 нових випадків хвороби, загальна кількість випадків зросла до 2640 (2284 підтверджених і 356 ймовірних). Зареєстровано 6 одужань, загальна кількість одужань зросла до 2589. Кількість померлих залишилася на рівні 26. У керованій ізоляції перебували 25 активних випадків хвороби.[51]
- У Сінгапурі повідомили про 20 нових випадків хвороби, у тому числі 7 з місцевою передачею вірусу і 13 завезених, загальна кількість випадків зросла до 61331. Із випадків місцевої передачі 2 з них пов'язані з іншими випадками.[52] Одужали 6 хворих, внаслідок чого загальна кількість одужань досягла 60912. Кількість померлих залишилася на рівні 31.[53]
- У Туреччині кількість випадків хвороби перевищила 5 мільйонів.
- Україна повідомила про 8710 нових випадків хвороби за добу та 370 нових смертей за добу, загальна кількість зросла до 2114138 і 46200 відповідно; загалом одужали 1750570 хворих.[54]

### 9 травня
- У Колумбії кількість випадків перевищила 3 мільйони.[55]
- Фіджі підтвердили 3 нових випадки хвороби та 2 одужання.[56]
- Індія перевищила поріг у 22 мільйони випадків хвороби.[57]
- Малайзія повідомила про 3733 нові випадки хвороби, загальна кількість випадків зросла до 440677. Зареєстровано 3211 одужань, загальна кількість одужань зросла до 401934. Зареєстровано 26 смертей, кількість померлих зросла до 168. Зареєстровано 37060 активних випадків хвороби, з них 416 у реанімації та 216 на апараті штучної вентиляції легень.[58]
- Нова Зеландія повідомила про 2 нових випадки хвороби, загальна кількість випадків зросла до 2642 (2286 підтверджених і 356 ймовірних). Кількість одужань залишилася на рівні 2589, а кількість померлих — 26. Налічувалось 27 активних випадків хвороби в керованій ізоляції.[59]
- У Сінгапурі повідомили про 28 нових випадків хвороби, в тому числі 10 з місцевою передачею вірусу та 18 завезених, загальна кількість випадків зросла до 61359. Із випадків місцевої передачі 5 пов'язані з попередніми випадками.[60] 21 хворих одужали, внаслідок чого загальна кількість одужань досягла 60933. Кількість померлих залишилася на рівні 31.[61]
- ПАР повідомила про перші 4 випадки інфікування індійським варіантом COVID-19.[62]
- Україна повідомила про 5372 нові випадки хвороби за добу та 193 нові смерті за добу, загальна кількість зросла до 2119510 і 46393 відповідно; загалом одужав 1759751 хворий.[63]

### 10 травня
- Фіджі підтвердили один новий випадок хвороби і 3 нових одужання.[64][65]
- У Малайзії повідомили про 3807 нових випадків хвороби, загальна кількість випадків досягла 444484. Зареєстровано 3454 нових одужання, загальна кількість одужань зросла до 405388. Зареєстровано 17 смертей, кількість померлих зросла до 1700. Зареєстровано 37396 активних випадків хвороби, з них 434 у реанімації та 224 на апараті штучної вентиляції легень.[66]
- Нова Зеландія повідомила про 2 нові випадки хвороби, загальна кількість випадків зросла до 2644 (2288 підтверджених і 356 ймовірних). Кількість одужань залишилася на рівні 2591, а кількість померлих — 26. У керованій ізоляції перебували 27 активних випадків хвороби.[67]
- У Сінгапурі повідомили про 19 нових випадків хвороби, у тому числі 3 з місцевою передачею вірусу та 16 завезених, загальна кількість випадків зросла до 61378. З випадків місцевої передачі 2 були пов'язані з кластером аеропорту Чангі.[68] Зареєстровано 20 одужань, загальна кількість одужань зросла до 60953. Кількість померлих залишилася на рівні 31.[69]
- Таїланд повідомив про перший випадок варіанту COVID-19, виявленого в Індії.[70]
- Україна повідомила про 2817 нових випадків хвороби за добу та 119 нових смертей за добу, загальна кількість зросла до 2122327 та 46512 відповідно; загалом одужали 1768753 хворі.[71]

### 11 травня
Щотижневий звіт Всесвітньої організації охорони здоров'я:
- Фіджі підтвердили 12 нових випадків COVID-19, усі з селища Макой.[73]
- Малайзія повідомила про 3973 нові випадки хвороби, загальна кількість випадків зросла до 448457. Зареєстровано 2848 нових одужань, загальна кількість одужань зросло до 408236. Зареєстровано 22 смерті, кількість померлих зросла до 1722. Зареєстровано 38499 активних випадків хвороби, з них 453 у реанімації та 224 на штучній вентиляції легень.[74]
- Філіппіни повідомили про перші 2 випадки інфікування індійським варіантом COVID-19.[75]
- У Сінгапурі повідомили про 25 нових випадів хвороби, у тому числі 13 з місцевою передачею вірусу та 12 завезених, загальна кількість випадків зросла до 61403. Із випадків місцевої передачі 7 були пов'язані з кластером аеропорту Чангі.[76] 22 хворі одужали, внаслідок чого загальна кількість одужань склала 60975. Кількість померлих залишилася на рівні 31.[77]
- Україна повідомила про 2208 нових випадків хвороби за добу та 119 нових смертей за добу, загальна кількість зросла до 2124535 та 46631 відповідно; загалом одужали 1777370 хворих.[78]

### 12 травня
- На Фіджі підтверджено 9 нових випадків хвороби (8 випадків місцевої передачі вірусу та один випадок на кордоні з карантином).[79]
- В Індії кількість випадків COVID-19 перевищила 23 мільйони.[80]
- Малайзія повідомила про 4765 нових випадків хвороби, внаслідок чого загальна кількість досягла 453222. Зареєстровано 3124 нові одужання, загальна кількість одужань зросла до 411360. Повідомлено про 39 смертей, кількість померлих зросла до 1761. Зареєстровано 40101 активний випадок хвороби, з них 469 у реанімації та 244 на апараті штучної вентиляції легень.[81]
- Нова Зеландія повідомила про один новий випадок хвороби, тоді як один раніше зареєстрований випадок був класифікований як «досліджуваний», загальна кількість випадків зросла до 2643 (22787 підтверджених і 356 ймовірних). Зареєстровані 2 одужання, загальна кількість одужань зросла до 2595. Кількість померлих залишилася на рівні 26. У керованій ізоляції перебували 22 активні випадки хвороби.[82]
- У Сінгапурі повідомили про 16 нових випадків хвороби, у тому числі 10 з місцевою передачею вірусу та 6 завезених, загальна кількість випадків зросла до 61419. Із випадків місцевої передачі 7 були пов'язані з кластером аеропорту Чангі.[83] 31 хворий одужав, внаслідок чого загальна кількість одужань досягла 61006. Кількість померлих залишилася на рівні 31.[84]
- Україна повідомила про 4538 нових випадків хвороби за добу та 356 нових смертей за добу, загальна кількість зросла до 2129073 та 46987 відповідно; загалом одужали 1797136 хворих.[85]

### 13 травня
- Фіджі підтвердили 4 нові випадки хвороби та четверту смерть, пов'язану з COVID-19.[86]
- Малайзія повідомила про 4855 нових випадків хвороби, загальна кількість випадків зросла до 458077. Зареєстровано 3347 одужань, загальна кількість одужань зросла до 414707. Зареєстровано 27 смертей, кількість померлих зросла до 1788. Зареєстровано 41582 активні випадки хвороби, з них 481 у реанімації та 247 на штучній вентиляції легень.[87]
- Нова Зеландія повідомила про один новий випадок хвороби, загальна кількість випадків зросла до 2644 (2288 підтверджених і 356 ймовірних). Одужали 5 хворих, загальна кількість одужань досягла 2600. Кількість померлих залишилася на рівні 26.[88]
- У Сінгапурі повідомили про 32 нові випадки хвороби, у тому числі 24 з місцевою передачею вірусу та 8 завезених, загальна кількість випадків зросла до 61451. З випадків місцевої передачі 17 були пов'язані з кластером аеропорту Чангі.[89] Зареєстровано 23 одужання, загальна кількість одужань зросла до 61029. Кількість померлих залишилася на рівні 31.[90]
- Україна повідомила про 6813 нових випадків хвороби за добу та 346 нових смертей за добу, загальна кількість зросла до 2135886 та 47333 відповідно; загалом одужали 1816643 хворі.[91]
- У Сполучених Штатах Америки кількість випадків COVID-19 перевищила 33 мільйони. 598540 хворих померли, а 26667199 хворих одужали.[92]
- Американський ведучий телеканалу HBO Білл Мар отримав позитивний тест на COVID-19.[93]
- Бейсболіст «Нью-Йорк Янкіз» Глейбер Торрес отримав позитивний тест на COVID-19.[94]

### 14 травня
- Фіджі підтвердили один новий випадок хвороби.[95]
- В Індії кількість випадків хвороби перевищила 24 мільйони.[96]
- Малайзія повідомила про 4113 нових випадків хвороби, внаслідок чого загальна кількість випадків досягла 462190. Зареєстровано 4190 одужань, загальна кількість одужань зросла до 418897. Зареєстровано 34 смерті, кількість померлих зросла до 1822. Налічувався 41471 активний випадок хвороби, з них 482 у реанімації та 250 на апараті штучної вентиляції легень.[97]
- Нова Зеландія повідомила про один новий випадок хвороби, загальна кількість випадків зросла до 2645 (2289 підтверджених і 356 ймовірних). Один хворий одужав, загальна кількість одужань досягла 2601. Кількість померлих залишилася на рівні 26. У керованій ізоляції перебували 18 випадків хвороби.[98]
- У Сінгапурі повідомили про 52 нові випадки хвороби, у тому числі 24 з місцевою передачею вірусу та 28 завезених, загальна кількість випадків зросла до 61503. З випадків місцевої передачі 13 були пов'язані з кластером аеропорту Чангі.[99] 18 хворих одужали, загальна кількість одужань зросла до 61047. Кількість померлих залишилася на рівні 31.[100]
- Україна повідомила про 7562 нові випадки хвороби за добу та 287 нових смертей за добу, загальна кількість зросла до 2143448 і 47620 відповідно; загалом одужав 1832601 хворий.[101]

### 15 травня
- Фіджі підтвердили 2 нових випадки хвороби.[102]
- Малайзія повідомила про 4140 нових випадків хвороби, загальна кількість випадків зросла до 466430. Зареєстровано 3432 нові одужання, загальна кількість одужань зросла до 422329. Зареєстровано 44 смерті, кількість померлих зросла до 1866. Налічувалось 42135 активних випадків хвороби, з них 503 у реанімації та 272 на апараті штучної вентиляції легень.[103]
- У Сінгапурі повідомили про 31 новий випадок хвороби, в тому числі 19 з місцевою передачею вірусу та 12 завезених, загальна кількість випадків зросла до 61536.[104] 15 хворих одужали, внаслідок чого загальна кількість одужань склала 61062. Кількість померлих залишилася на рівні 31.[105]
- Україна повідомила про 6796 нових випадків хвороби за добу та 322 нові смерті за добу, загальна кількість зросла до 2150244 та 47942 відповідно; загалом одужали 1849803 хворі.[106]

### 16 травня
- На Фіджі підтверджено 4 нові випадки хвороби та 3 одужання.[107]
- У Малайзії повідомили про 3780 нових випадків хвороби, загальна кількість випадків зросла до 470110. Зареєстровано 3990 одужань, загальна кількість одужань зросла до 426319. Зареєстровано 36 смертей, кількість померлих зросла до 1902. Налічувалось 41889 активних випадків хвороби, з них 520 у реанімації та 272 на апараті штучної вентиляції легень.[108]
- Нова Зеландія повідомила про один новий випадок хвороби, загальна кількість випадків зросла до 2646 (2290 підтверджених і 356 ймовірних). Кількість одужань залишилася на рівні 2601, а кількість померлих — 26. У керованій ізоляції перебували 19 активних випадків хвороби.[109]
- У Сінгапурі повідомили про 49 нових випадків хвороби, у тому числі 38 з місцевою передачею вірусу та 11 завезених, загальна кількість випадків зросла до 61585.[110] Зареєстровано 42 одужання, загальна кількість одужань зросла до 61104. Кількість померлих залишилася на рівні 31.[111]
- Україна повідомила про 3620 нових випадків хвороби за добу та 133 нових випадки смерті за добу, загальна кількість зросла до 2153864 і 48075 відповідно; загалом одужали 1857724 хворі.[112]

### 17 травня
- Фіджі підтвердили 2 нових випадки хвороби.[113]
- У Малайзії повідомили про 4446 нових випадків хвороби, загальна кількість випадків зросла до 474556. Зареєстровано 2784 одужання, загальна кількість одужань зросла до 429103. Зареєстровано 45 смертей, кількість померлих зросла до 1947. Налічувалось 43506 активних випадків хвороби, з них 522 у реанімації та 273 на апараті штучної вентиляції легень.[114]
- Нова Зеландія повідомила про 5 нових випадків хвороби, загальна кількість випадків зросла до 2651 (2295 підтверджених і 356 ймовірних). 6 хворих одужали, загальна кількість одужань зросла до 2607. Кількість померлих залишилася на рівні 26. У керованій ізоляції перебували 18 активних випадків хвороби.[115]
- У Сінгапурі повідомили про 28 нових випадків хвороби, у тому числі 21 з місцевою передачею вірусу та 7 завезених, загальна кількість випадків зросла до 61613. Із випадків місцевої передачі 11 не були пов'язані з іншими випадками.[116] 19 хворі одужали, загальна кількість одужань зросла до 61123. Кількість померлих залишилася на рівні 31.[117]
- Україна повідомила про 2136 нових випадків хвороби за добу та 109 нових смертей за добу, загальна кількість зросла до 2156000 і 48184 відповідно; загалом одужали 1864593 хворі.[118]

### 18 травня
Щотижневий звіт Всесвітньої організації охорони здоров'я:
- Фіджі підтвердили 4 нові випадки хвороби.[120]
- Кірибаті повідомили про перші 2 нових випадки хвороби в країні.[121]
- Індія повідомила про 263533 нові випадки хвороби, перевищивши 25 мільйонів випадків загалом. Зареєстровано 4329 нових смертей, кількість померлих зросла до 278719.[122]
- Малайзія повідомила про 4865 нових випадків хвороби, внаслідок чого загальна кількість випадків досягла 479421. Зареєстровано 3497 нових одужань, загальна кількість одужань зросла до 432600. Зареєстровано 47 смертей, кількість померлих зросла до 1994. Налічувалось 44827 активних випадків хвороби, з них 531 у реанімації та 277 на апараті штучної вентиляції легень.[123]
- Нова Зеландія повідомила про 2 нових випадки, загальна кількість випадків до 2653 (2297 підтверджених і 356 ймовірних). Зареєстровано одне одужання, загальна кількість одужань зросла до 2608. Кількість померлих залишилася на рівні 26. У керованій ізоляції перебувало 19 активних випадків хвороби.[124]
- У Сінгапурі повідомили про 38 нових випадків хвороби, у тому числі 27 з місцевою передачею вірусу та 11 завезених, загальна кількість випадків зросла до 61651. Із випадків місцевої передачі 11 не були пов'язані з іншими випадками.[125] 11 хворих одужали, внаслідок чого загальна кількість одужань склала 61134. Кількість померлих залишилася на рівні 31.[126]
- Україна повідомила про 4095 нових випадків хвороби за добу та 285 нових смертей за добу, загальна кількість зросла до 2160095 та 48469 відповідно; загалом одужали 1882344 хворі.[127]

### 19 травня
- На Фіджі підтверджено 11 нових випадків хвороби (6 випадків пов'язані з кластером Надалі в Наусорі, а інші 5 — це особи, які контактували з іншими випадками).[128]
- Малайзія повідомила про 6075 нових випадків хвороби, внаслідок чого загальна кількість випадків досягла 485496. 3516 хворих одужали, внаслідок чого загальна кількість одужань досягла 436116. Зареєстровано 46 смертей, кількість померлих зросла до 2040. Налічувалось 47340 активних випадків хвороби, з них 559 у реанімації та 303 на апараті штучної вентиляції легень.[129]
- Нова Зеландія повідомила про 6 нових випадків хвороби, загальна кількість випадків зросла до 2658 (2302 підтверджених і 356 ймовірних). Один раніше зареєстрований випадок було перекласифіковано, кількість одужань зменшилася на одиницю до 2607. Кількість померлих залишилася на рівні 26. Налічувалось 25 активних випадків хвороби.[130]
- У Сінгапурі повідомили про 38 нових випадків хвороби, у тому числі 34 з місцевою передачею вірусу і 4 завезені, загальна кількість випадків зросла до 61689. З випадків місцевої передачі 4 не були пов'язані з іншими випадками.[131] Зареєстровано 49 одужань, загальна кількість одужань зросла до 61183. Кількість померлих залишилося на рівні 31.[132]
- Україна повідомила про 5138 нових випадків хвороби за добу та 227 нових смертей за добу, загальна кількість зросла до 2165233 та 48696 відповідно; загалом одужали 1899446 хворих.[133]

### 20 травня
- Фіджі підтвердили один новий випадок хвороби.[134]
- Малайзія повідомила про 6806 нових випадків хвороби, внаслідок чого загальна кількість випадків досягла 492302. Зареєстровано 3916 одужань, загальна кількість одужань зросла до 440032. Зареєстровано 59 смертей, кількість померлих зросла до 2099. Налічувався 50171 активний випадок хвороби, з них 587 у реанімації та 330 на штучній вентиляції легень.[135]
- Нова Зеландія повідомила про один новий випадок хвороби, загальна кількість випадків зросла до 2659 (2303 підтверджених і 356 ймовірних). Зареєстровано 2 одужання, загальна кількість одужань зросла до 2609. Кількість померлих залишилася на рівні 26. Налічувалось 24 активні випадки хвороби.[136]
- У Сінгапурі повідомили про 41 новий випадок хвороби, у тому числі 27 з місцевою передачею вірусу та 14 завезених, загальна кількість випадків зросла до 61730.[137] 46 хворих одужали, внаслідок чого загальна кількість одужань досягла 61229. Пізніше було підтверджено ще одну смерть, внаслідок чого кількість померлих зросла до 32.[138]
- Україна повідомила про 5165 нових випадків хвороби за добу та 203 нові смерті за добу, загальна кількість зросла до 2170398 і 48899 відповідно; загалом одужали 1916194 хворі.[139]
- У Сполучених Штатах Америки кількість випадків перевищила 33 мільйони.[140]

### 21 травня
- Фіджі підтвердили 5 нових випадків хвороби.[141]
- Індія повідомила про 259551 новий випадок хвороби, загальна кількість випадків зросла до 26 мільйонів. Повідомлено про 4209 смертей, кількість померлих зросла до 291331.[142]
- Малайзія повідомила про 6493 нові випадки хвороби, загальна кількість випадків зросла до 498795. Зареєстровано 4503 одужання, загальна кількість одужань зросла до 444540. Зареєстровано 50 смертей, кількість померлих зросла до 2149. Налічувались 52106 активних випадків хвороби, з них 643 у реанімації та 363 на апараті штучної вентиляції легень.[143]
- Нова Зеландія повідомила про 3 нові випадки хвороби, загальна кількість випадків зросла до 2662 (2306 підтверджених і 356 ймовірних). Зареєстровано 3 одужання, загальна кількість одужань зросла до 2613. Кількість померлих залишилася на рівні 2613. Налічувалось 23 активні випадки хвороби.[144]
- У Сінгапурі повідомили про 40 нових випадків хвороби, у тому числі 30 з місцевою передачею вірусу та 10 завезених, загальна кількість випадків зросла до 61770.[145] Із випадків місцевої передачі 8 не були пов'язані з іншими. 13 було хворих одужали, внаслідок чого загальна кількість одужань зросла до 61242. Кількість померлих залишилася на рівні 32.[146]
- Україна повідомила про 4984 нові випадки хвороби за добу та 202 нові смерті за добу, загальна кількість зросла до 2175382 та 49101 відповідно; загалом одужали 1929039 хворих.[147]

### 22 травня
- Фіджі підтвердили 11 нових випадків хвороби, та повідомили про 3 одужання.[148][149]
- Малайзія повідомила про 6320 нових випадків хвороби, загальна кількість випадків зросла до 505115. Зареєстровано 4694 одужання, загальна кількість одужань зросла до 449234. Зареєстровано 50 смертей, кількість померлих зросла до 2199. Налічувалось 53628 активних випадків хвороби, з них 652 у реанімації та 370 на штучній вентиляції легень.[150]
- У Сінгапурі повідомили про 29 нових випадків хвороби, у тому числі 22 з місцевою передачею вірусу і 7 завезених, загальна кількість випадків зросла до 61799. Із випадків місцевої передачі 8 не були пов'язані з іншими випадками.[151] Одужали 35 хворих, загальна кількість одужань досягла 61277. Кількість померлих залишилася на рівні 32.[152]
- Україна повідомила про 4606 нових випадків хвороби за добу та 178 нових смертей за добу, загальна кількість зросла до 2179988 і 49279 відповідно; загалом одужали 1941625 хворих.[153]

### 23 травня
- Фіджі підтвердили 24 нових випадки хвороби.[154]
- Малайзія повідомила про 6976 нових випадків хвороби, загальна кількість випадків зросла до 512091. Зареєстровано 3587 нових одужань, загальна кількість одужань зросла до 452821. Зареєстровано 49 смертей, кількість померлих зросла до 2248. Налічувались 57022 активні випадки хвороби, з них 681 у реанімації та 386 на апараті штучної вентиляції легень.[155]
- Нова Зеландія повідомила про 6 нових випадків хвороби, загальна кількість випадків зросла до 2668 (2312 підтверджених і 356 ймовірних). 2 хворих одужали, загальна кількість одужань досягла 2615. Кількість померлих залишилася на рівні 26. У керованій ізоляції перебували 27 активних випадків хвороби.[156]
- У Росії кількість випадків COVID-19 перевищила 5 мільйонів.[157]
- У Сінгапурі повідомили про 25 нових випадків хвороби, у тому числі 21 з місцевою передачею вірусу та один у гуртожитку, внаслідок чого загальна кількість випадків сягнула 61824.[158] 17 хворих одужали, загальна кількість одужань зросла до 61294. Кількість повідомлено залишилася на рівні 32.[159]
- Україна повідомила про 2533 нові випадки хвороби за добу та 89 нових смертей за добу, загальна кількість зросла до 2182521 та 49368 відповідно; загалом одужали 1950562 хворі.[160]

### 24 травня
- На Фіджі підтверджено 8 нових випадків хвороби, що стало найвищим показником з березня 2021 року.[161]
- Малайзія повідомила про 6509 нових випадків хвороби, внаслідок чого загальна кількість випадків досягла 518600. Зареєстровано 3452 нових одужання, загальна кількість одужань зросла до 456273. Зареєстровано 61 смерть, кількість померлих зросла до 2309. Налічувалось 60018 активних випадків хвороби, з них 722 у реанімації та 362 на апараті штучної вентиляції легень.[162]
- Нова Зеландія повідомила про 4 нові випадки хвороби, а 5 раніше зареєстрованих випадків були перекласифіковані, внаслідок чого загальна кількість випадків досягла 2667 (2311 підтверджених і 356 ймовірних). Зареєстровано 2 одужання, загальна кількість одужань зросла до 2617. Кількість померлих залишилася на рівні 26. Налічувалось 24 активних випадки хвороби.[163]
- У Сінгапурі повідомили про 36 нових випадків хвороби, у тому числі 24 з місцевою передачею вірусу та 12 завезених, загальна кількість випадків зросла до 61860.[164] З випадків місцевої передачі 2 не були пов'язані з іншими. 22 хворі одужали, внаслідок чого загальна кількість одужань зросла до 61316. Кількість померлих залишилася на рівні 32.[165]
- Україна повідомила про 1334 нові випадки хвороби за добу та 68 нових смертей за добу, загальна кількість зросла до 2183855 та 49436 відповідно; загалом одужав 1957561 хворий.[166]

### 25 травня
Щотижневий звіт Всесвітньої організації охорони здоров'я:
- Фіджі підтвердили 21 новий випадок хвлороби.[168]
- Малайзія повідомила про 7289 нових випадків хвороби, внаслідок чого загальна кількість випадків досягла 525889. Зареєстровано 3789 одужань, загальна кількість одужань зросла до 460062. Зареєстровано 60 смертей, кількість померлих зросла до 2369. Налічувалось 63458 активних випадків хвороби, з них 726 у реанімації та 373 на штучній вентиляції легень.[169]
- Нова Зеландія повідомила про 2 нові випадки хвороби, загальна кількість випадків зросла до 2669 (2313 підтверджених і 356 ймовірних). Зареєстровано 4 одужання, загальна кількість одужань зросла до 2621. Кількість померлих залишилася на рівні 26. Налічувалось 22 активних випадки хвороби.[170]
- Нова Зеландія повідомила про 2 нових випадки хвороби, загальна кількість випадків зросла до 2669 (2313 підтверджених і 356 ймовірних). Зареєстровано 4 одужання, загальна кількість одужань зросла до 2621. Кількість померлих залишилася на рівні 26. Налічувалось 22 активних випадки хвороби.[170]
- Сінгапур повідомив про 30 нових випадків хвороби, у тому числі 18 з місцевою передачею вірусу та 3 у гуртожитках, загальна кількість випадків зросла до 61890.[171] Зареєстровано 13 одужань, загальна кількість одужань зросла до 61329. Кількість померлих залишилася на рівні 32.[172]
- Україна повідомила про 2608 нових випадків хвороби за добу та 249 нових смертей за добу, загальна кількість зросла до 2186463 та 49685 відповідно; загалом одужали 1975064 хвороби.[173]

### 26 травня
- На Фіджі підтверджено 27 нових випадків COVID-19, що стало найвищим показником з 23 травня 2021 року.[174]
- В Індії кількість випадків COVID-19 перевищила 27 мільйонів.[175]
- Малайзія повідомила про 7487 нових випадків хвороби, загальна кількість випадків зросла до 533367. Зареєстровано 4665 одужань, загальна кількість одужань зросла до 464727. Зареєстровано 63 смерті, кількість померлих зросла до 2432. Налічувалось 66208 активних випадків хвороби, з них 756 у реанімації та 377 на штучній вентиляції легень.[176]
- Нова Зеландія не повідомила про нові випадки хвороби, загальна кількість випадків залишилася на рівні 2669 (2313 підтверджених і 356 ймовірних). Кількість одужань залишилася на рівні 2621, а кількість померлих — 26. Налічувалось 22 активних випадки хвороби.[177]
- Сінгапур повідомив про 26 нових випадків хвороби, у тому числі 23 з місцевою передачею вірусу та один у гуртожитку, внаслідок чого загальна кількість випадків сягнула 61916. З випадків місцевої передачі 3 не були пов'язані з іншими.[178] 31 хворий одужав, загальна кількість одужань зросла до 61360. Кількість померлих залишилася на рівні 32.[179]
- Україна повідомила про 3395 нових випадків хвороби за добу та 208 нових смертей за добу, загальна кількість зросла до 2189858 і 49893 відповідно; загалом одужав 1990051 хворий.[180]

### 27 травня
- Фіджі підтвердили 28 нових випадків хвороби, побивши рекорд попереднього дня.[181]
- Малайзія повідомила про 7857 підтверджених випадків хвороби, загальна кількість випадків зросла до 541224. Зареєстровано 4598 одужань, загальна кількість одужань зросла до 469325. Зареєстровано 59 смертей, кількість померлих зросла до 2491. Налічувалось 69408 активних випадків хвороби, з них 771 у реанімації та 392 на апараті штучної вентиляції легень.[182]
- Нова Зеландія повідомила про один новий випадок хвороби, загальна кількість випадків зросла до 2670 (2314 підтверджених і 356 ймовірних). Одужали 2 хворі, загальна кількість одужань зросла до 2623. Кількість померлих залишилася на рівні 26. Налічувався 21 активний випадок хвороби.[183]
- Сінгапур повідомив про 24 нові випадки хвороби, у тому числі 14 з місцевою передачею вірусу та один у гуртожитку, загальна кількість випадків зросла до 61940.[184] 12 хворих одужали, внаслідок чого загальна кількість одужань досягла 61372. Кількість померлих залишилася на рівні 32.[185]
- Україна повідомила про 3509 нових випадків хвороби за добу та 183 нові смерті за добу, загальна кількість зросла до 2193367 і 50076 відповідно; загалом одужали 2006918 хворих.[186]

### 28 травня
- На Фіджі підтверджено 46 нових випадків, усі вони походили із району Сува-Наусорі.[187]
- У Малайзії повідомили про 8290 нових випадків хвороби, загальна кількість випадків досягла 549514. Зареєстровано 4814 нових одужань, загальна кількість одужань зросла до 474139. Зареєстровано 61 смерть, кількість померлих зросла до 2552. Налічувалось 72823 активних випадків хвороби, з них 808 у реанімації та 403 на апараті штучної вентиляції легень.[188]
- Нова Зеландія не повідомила про нові випадки хвороби, загальна кількість випадків залишилася на рівні 2670 (2314 підтверджених і 356 ймовірних). Кількість одужань залишилася на рівні 2623, а кількість померлих — 26. У керованій ізоляції перебував 21 активний випадок хвороби.[189]
- Пакистан повідомив про перший випадок інфікування індійським варіантом коронавірусу.[190]
- У Сінгапурі повідомили про 30 нових випадків хвороби, у тому числі 15 з місцевою передачею вірусу та 15 завезених, загальна кількість випадків зросла до 61970. З випадків місцевої передачі 4 не були пов'язані з іншими випадками.[191] Зареєстровано 35 одужань, загальна кількість одужань зросла до 61407. Кількість померлих залишилася на рівні 32.[192]
- Україна повідомила про 3306 нових випадків хвороби за добу та 156 нових смертей за добу, загальна кількість зросла до 2196673 та 50232 відповідно; загалом одужали 2020216 хворих.[193]
- У Великій Британії виявили новий варіант коронавірусу, який походив з Таїланду, новий варіант виявлено у 109 хворих.[194]

### 29 травня
- На Фіджі зареєстровано 18 нових випадків хвороби.[195]
- Малайзія повідомила про 9020 активних випадків хвооби, загальна кількість випадків зросла до 558534. Зареєстровано 5527 одужань, загальна кількість одужань зросла до 479666. Зареєстровано 98 смертей, кількість померлих зросла до 2650. Налічувалось 76218 активних випадків хвороби, з них 844 у реанімації та 430 на штучній вентиляції легень.[196]
- У Сінгапурі повідомили про 33 нові випадки хвороби, у тому числі 23 з місцевою передачею вірусу та 10 завезених, загальна кількість випадків зросла до 62003.[197] 16 хворих одужали, внаслідок чого загальна кількість одужань досягла 61423. Кількість померлих залишилася на рівні 32.[198]
- Україна повідомила про 3096 нових випадків за добу та 156 нових смертей за добу, загальна кількість випадків зросла до 2199769 і 50388 відповідно; загалом одужали 2030415 хворих.[199]
- У В'єтнамі виявили новий варіант COVID-19, який є гібридом індійського та британського варіантів.[200]

### 30 травня
- Фіджі підтвердили 23 нових випадки хвороби.[195]
- Малайзія повідомила про 6999 випадків хвороби, внаслідок чого загальна кількість випадків досягла 565533. Зареєстровано 5121 нове одужання, загальну кількість одужань до 484 787. Зафіксовано 79 смертей, кількість померлих зросла до 2729. Налічувалось 78017 активних випадків хвороби, з них 846 у реанімації та 419 на штучній вентиляції легень.[201]
- Нова Зеландія повідомила про 2 нові випадки хвороби, загальна кількість зросла до 2672 (2316 підтверджених і 356 імовірних). 7 хворих одужали, загальна кількість одужань зросла до 2630. Кількість померлих залишилася на рівні 26. Налічувалось 16 активних випадків хвороби.[202]
- У Сінгапурі повідомили про 25 нових випадків хвороби, у тому числі 19 з місцевою передачею вірусу та 5 завезених, загальна кількість випадків зросла до 62028.[203] 11 хворих одужали, внаслідок чого загальна кількість одужань зросла до 61434. Пізніше було підтверджено ще одну смерть, внаслідок чого кількість померлих зросла до 33.[204]
- Україна повідомила про 1703 нові випадки хвороби за добу та 84 нові смерті за добу, загальна кількість зросла до 2201472 та 50472 відповідно; загалом одужали 2036148 хворих.[205]

### 31 травня
- Фіджі підтвердили 38 нових випадків хвороби.[206][207]
- В Індії кількість випадків хвороби перевищила 28 мільйонів.[208]
- Малайзія повідомила про 6824 нові випадки хвороби, загальна кількість випадків зросла до 572357. Зареєстровано 5251 одужання, загальна кількість одужань зросла до 490038. Зареєстровано 67 смертей, кількість померлих зросла до 2796. Налічувалось 79523 активних випадків хвороби, з них 851 у реанімації та 422 на апараті штучної вентиляції легень.[209]
- Нова Зеландія повідомила про один новий випадок хвороби, загальна кількість випадків зросла до 2673 (2317 підтверджених і 356 імовірних). Кількість одужань залишилася 2630, а кількість померлих — 26. Налічувалось 17 активних випадків хвороби в керованій ізоляції.[210]
- На Палау підтвердили перший випадок COVID-19.[211]
- У Сінгапурі повідомили про 23 нові випадки хвороби, у тому числі 16 з місцевою передачею вірусу та 7 завезених, загальна кількість випадків зросла до 62051.[212] Зареєстровано 25 одужань, загальна кількість одужань зросла до 61459. Кількість померлих залишилася на рівні 33.[213]
- Україна повідомила про 1022 нові випадки хвороби за добу та 64 нові смерті за добу, загальна кількість зросла до 2202494 та 50536 відповідно; загалом одужали 2041082 хворі.[214]

## Резюме
Країни та території, які підтвердили перші випадки захворювання протягом травня 2021 року:
| Дата           | Країна або територія |
| -------------- | -------------------- |
| 18 травня 2021 | Кірибаті             |
| 31 May         | Палау                |

Станом на кінець січня лише такі країни та території не повідомляли про випадки зараження SARS-CoV-2:
Азія
- Кокосові острови
- Острів Різдва
- Північна Корея
- Туркменістан

Європа
- Шпіцберген ( Норвегія)

Океанія
- Острови Кука
- Науру
- Ніуе
- Острів Норфолк
- Піткерн
- Токелау
- Тонга
- Тувалу